# Nebraskas flagga
Nebraskas flagga antogs 1925. Delstatens sigill, som syns i mitten, fastställdes 1867, året då Nebraska blev amerikansk delstat.